# Прострел китайский
Прострел китайский (лат. Pulsatilla chinensis) — вид многолетних травянистых растений рода Прострел (Pulsatilla) семейства Лютиковые (Ranunculaceae). Ряд исследователей включают этот вид вместе с остальными видами рода Прострел в состав рода Ветреница (Anemone).

## Ботаническое описание
Многолетнее травянистое растение 7-25 см в высоту.
Корневище вертикальное или несколько косое, развивающее 1-2 стебля.
Корневые листья на длинных, одетых густыми мягковатыми оттопыренными волосками черешках, в очертании широко-яйцевидные или сердцевидные, тройчатые, с широко обратнояйцевидными сегментами, из которых боковые почти сидячие, на верхушке глубоко 2-3-надрезанные с закругленными на верхушке крупно-зубчатыми лопастинками, конечный на длинном черешочке, 3-раздельный с нередко неглубоко 2-3-надрезанными дольками; листья снизу густо, сверху рассеянно прижато-волосистые.
Стебли прямостоячие, с таким же, но несколько менее густым опушением как и на черешках. Листья покрывала глубоко 3-раздельные с цельнокрайними продолговатыми долями, на верхушке тупыми и несущими кисточку волосков.
Цветоносы недлинные, войлочно-волосистые. Цветки прямостоячие, полураскрытые, колокольчатые; листочки околоцветника, в числе 6, 2,5-4,5 см в длину и 1-1,3 см в ширину, островатые, сине-лиловые или фиолетовые, снаружи прилегающе-волосистые.
Плоды около 4 мм в длину с длинными (4-6 см в длину) извилистыми остями, одетыми густыми отстоящими волосками и голыми на кончике.     

## Распространение и экология
В России встречается на территории Амурской области, Приморского края и Еврейской автономной области. Вне РФ встречается на территории Восточного и Северо-Восточного Китая.
Растет в редколесьях и на закустаренных склонах.

## Охранный статус
Вид внесен в Красные книги Амурской области и Еврейской автономной области.
Страдает от нарушения естественных мест произрастания в результате пожаров, горнопромышленных разработок и рекреационных нагрузок.
Культивируется на территории Ботанического сада-института ДВО РАН (Владивосток) и его Амурского филиала (Благовещенск).

## Применение
Декоративное растение.
Используется в медицине.